# Profession : Génie
Pour plus de détails, voir Fiche technique et Distribution.
Profession : Génie est un film américain réalisé par Martha Coolidge, sorti en 1985.

## Synopsis
Chris Knight (Val Kilmer) est un génie en voie d'obtenir son diplôme pour ses travaux sur les lasers chimiques. À son arrivée sur le campus, il était un étudiant sombre et assidu, mais il a changé au fil des années en découvrant qu'il y avait autre chose que le travail dans la vie. Mitch Taylor (Gabriel Jarret) est un nouveau jeune génie de 15 ans sur le campus et est affecté à travailler avec Knight sur le nouveau laser. Mitch ressemble à ce que Knight fut autrefois et a du mal à s'adapter à son nouvel environnement. Finalement, Knight apprend à Mitch à décompresser et à apprécier sa nouvelle vie sur le campus.

## Fiche technique
- Titre français : Profession : Génie
- Titre original : Real Genius
- Réalisation : Martha Coolidge
- Scénario : Neal Israel & Pat Proft
- Musique : Thomas Newman
- Photographie : Vilmos Zsigmond
- Montage : Richard Chew
- Production : Brian Grazer
- Société de production : Delphi III Productions
- Société de distribution : TriStar
- Pays de production :  États-Unis
- Langue : Anglais
- Format : Couleur - Dolby - 35 mm - 2.35:1
- Genre : Comédie
- Durée : 102 min
- Dates de sortie : 
  - États-Unis : 7 août 1985
  - France : 9 juillet 1986
- Recette :  États-Unis ~ 13 000 000 $ US[1]

## Distribution
- Val Kilmer (VF : Patrick Poivey) : Chris Knight
- Gabriel Jarret (VF : Gilles  Laurent) : Mitch Taylor
- William Atherton (VF : Jean-Luc Kayser) : Professeur Jerry Hathaway
- Michelle Meyrink : Jordan Cochran
- Robert Prescott (VF : José Luccioni) : Kent
- Jon Gries (VF : Dominique Collignon-Maurin) : Lazlo Hollyfeld
- Louis Giambalvo (VF : Pascal Renwick) : Major Carnagle
- Mark Kamiyama (VF : William Coryn) : "Ick" Ikagami
- John Shepherd Reid (VF : Greg Germain) : Carter
- Ed Lauter : David Decker
- Deborah Foreman : Susan Decker
- Patti D'Arbanville : Sherry Nugil
- Tommy Swerdlow (VF : Jean-Pierre Leroux) : Bodie
- Severn Darden (VF : Roger Lumont) : Dr. Meredith
- Monte Landis : Dr. Mike Dodd
- Randy Lowell : Cornell
- Dean Devlin : Milton
- Yuji Okumoto : Fenton
- Beau Billingslea (VF : Henri Poirier) : George
- Sandy Martin : Madame Meredith

## Bande originale
| Piste | Titre                             | Interprète               | Scène                                 |
| ----- | --------------------------------- | ------------------------ | ------------------------------------- |
| 1     | You Took Advantage of Me          | Carmen McRae             | Générique de début                    |
| 2     | The Tuff Do What?                 | Tonio K.                 |                                       |
| 3     | Summertime Girls                  | Y&T                      |                                       |
| 4     | The Pleasure Seekers              | The System               |                                       |
| 5     | The Walls Come Down               | The Call                 |                                       |
| 6     | I'm Falling                       | The C.S. Angels          | Mitch potasse.                        |
| 7     | One Night Love Affair             | Bryan Adams              |                                       |
| 8     | All She Wants to Do Is Dance      | Don Henley               |                                       |
| 9     | Number One                        | Chaz Jankel              | Chris prend sa revanche sur Hathaway. |
| 10    | You're the Only Love              | Paul Hyde et les Payolas |                                       |
| 11    | Standing in Line                  | The Textones             |                                       |
| 12    | Everybody Wants to Rule the World | Tears for Fears          | Générique de fin                      |